# Safita
Safita (arabisch صافيتا, DMG Ṣāfītā) ist eine Stadt in Syrien im Gouvernement Tartus. Sie liegt etwa 35 Kilometer östlich der Hafenstadt Tartus in den südlichen Ausläufern des Dschebel Ansarija in etwa 380 Meter Höhe. Die Einwohnerzahl beträgt etwa 33.000.

## Chastel Blanc
Über der Stadt mit ihren charakteristischen Ziegeldächern ragt die Kreuzritterburg Chastel Blanc (Weiße Burg), auch Burj Safita (Weißer Turm) genannt, empor. Von der ursprünglichen Festung sind noch der Bergfried (Donjon) und ein Mauertor, 45 Meter vom Turm entfernt, erhalten. Der zweistöckige Donjon ist 31 mal 18 Meter groß und 28 Meter hoch. Die historische Kapelle im ersten Geschoss wird heute noch von der griechisch-orthodoxen Gemeinde der Stadt als Kirche St. Michael benutzt.

### Geschichte
Die Kreuzfahrer aus der Grafschaft Tripolis errichteten die Burg im Jahr 1112 zur Sicherung ihrer nördlichen Grenze. Während sich Graf Raimund III. von Tripolis in muslimischer Gefangenschaft befand, nutzte Nur ad-Din zweimal, 1167 und 1171, die Gelegenheit die Burg vorübergehend zu besetzen. Die Burg, deren Umland vor allem vom Johanniterorden dominiert wurde, wurde um 1170 dem Templerorden übertragen, mit der Auflage sie nach einem verheerenden Erdbeben wieder aufzubauen. 1202 wurde die Burg erneut durch ein Erdbeben schwer beschädigt. Angeblich lehnte König Ludwig IX. von Frankreich während seines Besuchs der syrischen Küste, eine Wiederbefestigung der Burg ab, das sie zu klein sei. Im Februar 1271 wurde die Burg schließlich kampflos an Sultan Baibars übergeben, gegen freien Abzug der 700 Mann starken Templer-Garnison nach Tartus.